# Jean-Denis Vigne
Pour les articles homonymes, voir Vigne.
Jean-Denis Vigne, né le 9 juillet 1954 à Dreux, est un archéozoologue français.

## Biographie
Jean-Denis Vigne naît le 9 juillet 1954 à Dreux, ses travaux portent d'abord sur l'histoire de l'anthropisation des îles et îlots méditerranéens.
Il est agrégé de sciences naturelles.
Archéozoologue, il est directeur de l'unité Archéologie et archéobotanique du Muséum national d'histoire naturelle et du CNRS. Il est président de la société préhistorique française.

## Récompense
Il est décoré de la Médaille d'argent du CNRS en 2002 pour l’ensemble de ses travaux.

## Publication
- Les débuts de l'élevage, Le Pommier, 2017, 192 p.
- La domestication à l'œil nu, CNRS éditions, 2024, 170 p. (ISBN 9782271150158)

### Bases de données et dictionnaires
- Ressources relatives à la recherche :   - Archaeology Data Service
  - Canal-U
  - ORCID
  - Persée
  - Scopus
- Ressource relative à plusieurs domaines :   - Radio France
- Notices d'autorité :   - VIAF
  - ISNI
  - BnF (données)
  - IdRef
  - LCCN
  - GND
  - Belgique
  - Pays-Bas
  - Israël
  - Vatican
  - Norvège
  - Corée du Sud
  - WorldCat